# Ligne du Nordland
 (avril 2025).
Si vous disposez d'ouvrages ou d'articles de référence ou si vous connaissez des sites web de qualité traitant du thème abordé ici, merci de compléter l'article en donnant les références utiles à sa vérifiabilité et en les liant à la section « Notes et références ».
La ligne du Nordland (ou Nordlandsbanen en norvégien) est une ligne norvégienne de chemin de fer.
Elle relie les villes de Trondheim et Bodø sur une distance de 729 km. Il s'agit de la plus longue ligne des chemins de fer norvégiens et la seule à passer le cercle polaire.
Les Nazis ont fait avancer la ligne en tuant à cette tache plusieurs dizaines de milliers de prisonniers de guerre, principalement russes et yougoslaves. Entre autres cimetières tout au long de la ligne deux monuments témoignent du lent massacre, au passage du cercle polaire, dans les Saltfjellet. La ligne porte ainsi le surnom de Ligne du Sang.
La ligne d'Ofot à Narvik, qui permet de se rendre en Suède, est située plus au nord mais elle n'est pas connectée au réseau norvégien.

## Histoire
Elle a été fondée par Ole Tobias Olsen.

### Tableau récapitulatif des dates d'ouverture par tronçon
| De           | A            | Longueur | Mise en service   |
| ------------ | ------------ | -------- | ----------------- |
| Trondheim    | Hell         | 31,5 km  | 17 octobre 1881   |
| Hell         | Stjørdal     | 3,0 km   | 1er février 1902  |
| Stjørdal     | Levanger     | 49,4 km  | 20 octobre 1902   |
| Levanger     | Verdal       | 12,4 km  | 1er novembre 1904 |
| Verdal       | Sunnan       | 40,4 km  | 15 novembre 1905  |
| Sunnan       | Snåsa        | 45,1 km  | 30 octobre 1926   |
| Snåsa        | Grong        | 38,0 km  | 30 novembre 1929  |
| Grong        | Mosjøen      | 186,5 km | 5 juillet 1940    |
| Mosjøen      | Elsfjord     | 41,6 km  | 15 mars 1941      |
| Elsfjord     | Bjerka       | 21,1 km  | 20 février 1942   |
| Bjerka       | Mo i Rana    | 9,3 km   | 20 mars 1942      |
| Mo i Rana    | Tverrånes    | 2,9 km   | 15 mai 1942       |
| Tverrånes    | Storforshei  | 22,0 km  | 1er novembre 1904 |
| Storforshei  | Grønfjelldal | 4,3 km   | 12 avril 1943     |
| Grønfjelldal | Dunderland   | 15,7 km  | 1er mai 1945      |
| Dunderland   | Lønsdal      | 59,1 km  | 10 décembre 1947  |
| Lønsdal      | Røkland      | 32,3 km  | 1er décembre 1955 |
| Røkland      | Fauske       | 39,8 km  | 1er décembre 1958 |
| Fauske       | Bodø         | 54,5 km  | 1er février 1962  |

Le 24 octobre 2024, percuté par des chutes de pierres, un train déraille entre Trondheim et Bodø en faisant un mort et cinq blessés.

### Dérailement de train à Finneidfjord, en octobre 2024
Pour un article plus général, voir en:2024 Finneidfjord train derailment.
 (avril 2025).
Le dérailement de train à Finneidfjord, en octobre 2024, était un accident ferroviaire en Norvège, passé le 24 octobre 2024, sur la Ligne du Nordland, le chemin de fer entre Trondheim et Bodø, en Norvège. L’accident s’est produit suite à un éboulement, lorsque le train a frappé un rocher sur les rails entre Bjerka et Finneidfjord. Le conducteur du train n’a pas survécu l’accident ; Quatre passagers ont été blessées. Le train transportait 46 passagers, plus 3 membres du personnel, ajoutant à un total de 49 âmes à bord.
Comme résultat de l’accident, la locomotive et deux wagons se sont déraillés; La locomotive a terminé sa course avec le nez sur la route en dessous, la Route_européenne_6, les wagons basculés sur une pente assez raide. À la suite de cet accident, la police a dû fermer l’E6 et la ligne ferroviaire.
Ce chemin de fer et la route étant les seuls axes de transport terrestre en Norvège à cette hauteur, la Norvège est restée coupée en deux, jusqu’au moment qu’on a pu au moins rouvrir la route. La route E6 a été fermée à tout trafic entre le 24 octobre 2024 et le 5 novembre 2025, sauf une ouverture temporaire lié aux intempéries qui avaient fermé la route de détour en Suède. L’opération de sauvetage des véhicules ferroviaires accidentés a été achevé le 5 novembre 2024, la route E6 a été rouvert le lendemain. La Ligne de Nordland a été rouverte le 30 novembre 2024, après une longue opération de securisation du terrain, plein de rochers susceptibles à un éboulement.

## Gares desservies
- Trondheim
- Lademoen
- Lilleby
- Leangen
- Rotvoll
- Vikhammer
- Hommelvik
- Hell
- Værnes
- Stjørdal
- Skatval
- Åsen
- Ronglan
- Skogn
- Levanger
- Røstad
- Bergsgrav
- Verdal
- Røra
- Sparbu
- Steinkjer
- Jørstad
- Snåsa
- Grong
- Harran
- Lassemoen
- Namsskogan
- Majavatn
- Svenningdal
- Trofors
- Mosjøen
- Drevvatn
- Bjerka
- Mo i Rana
- Skonseng
- Dunderland
- Lønsdal
- Røkland
- Rognan
- Fauske
- Valnesfjord
- Mørkved
- Bodø

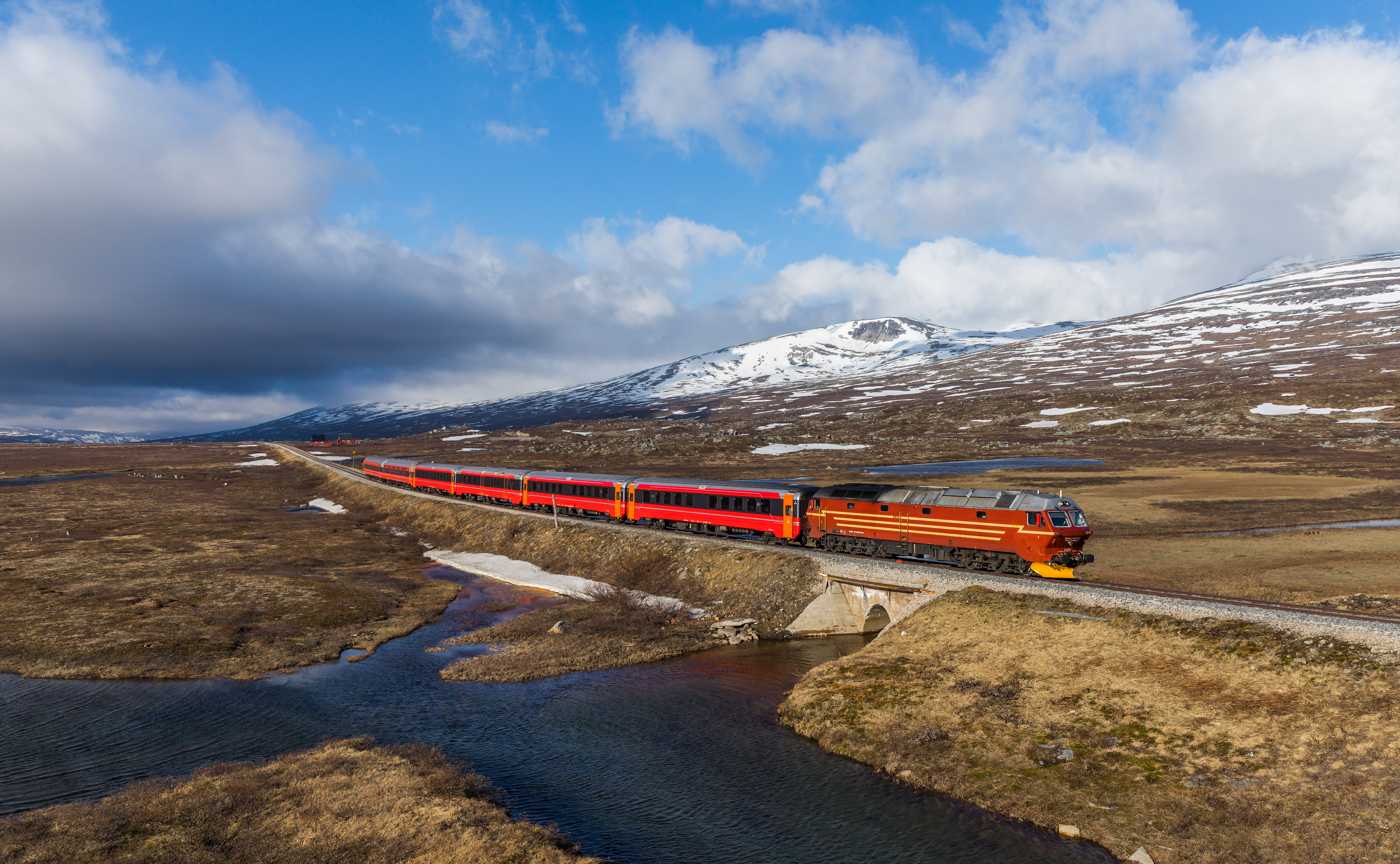
Un train de la ligne du Nordland, piloté par une locomotive Norges Statsbaner's Di 4 654. Il traverse le Saltfjellet. Mai 2018.
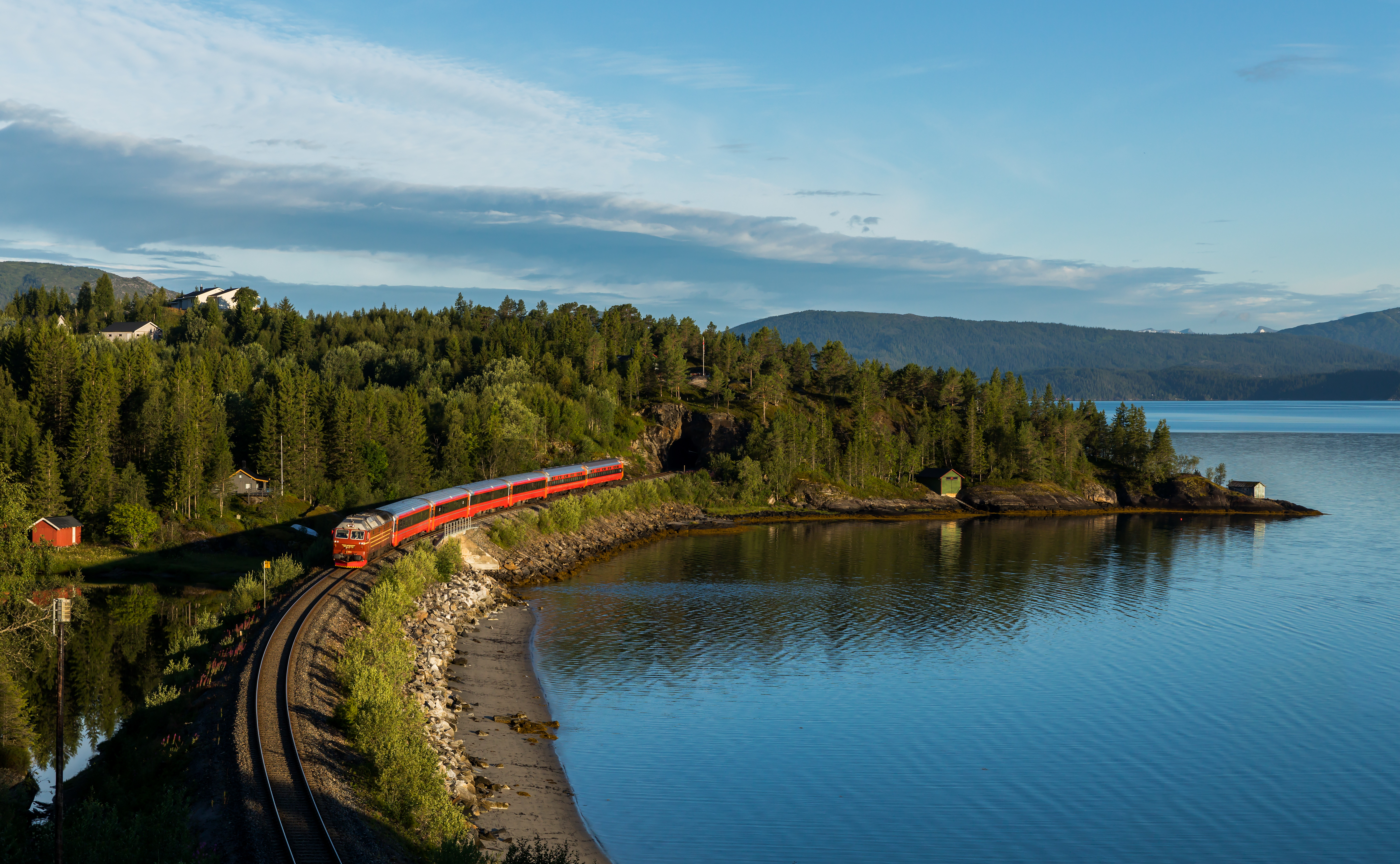
Un train sur la ligne du Nordland, quelques minutes avant d'arriver à Mo i Rana. Aout 2020.
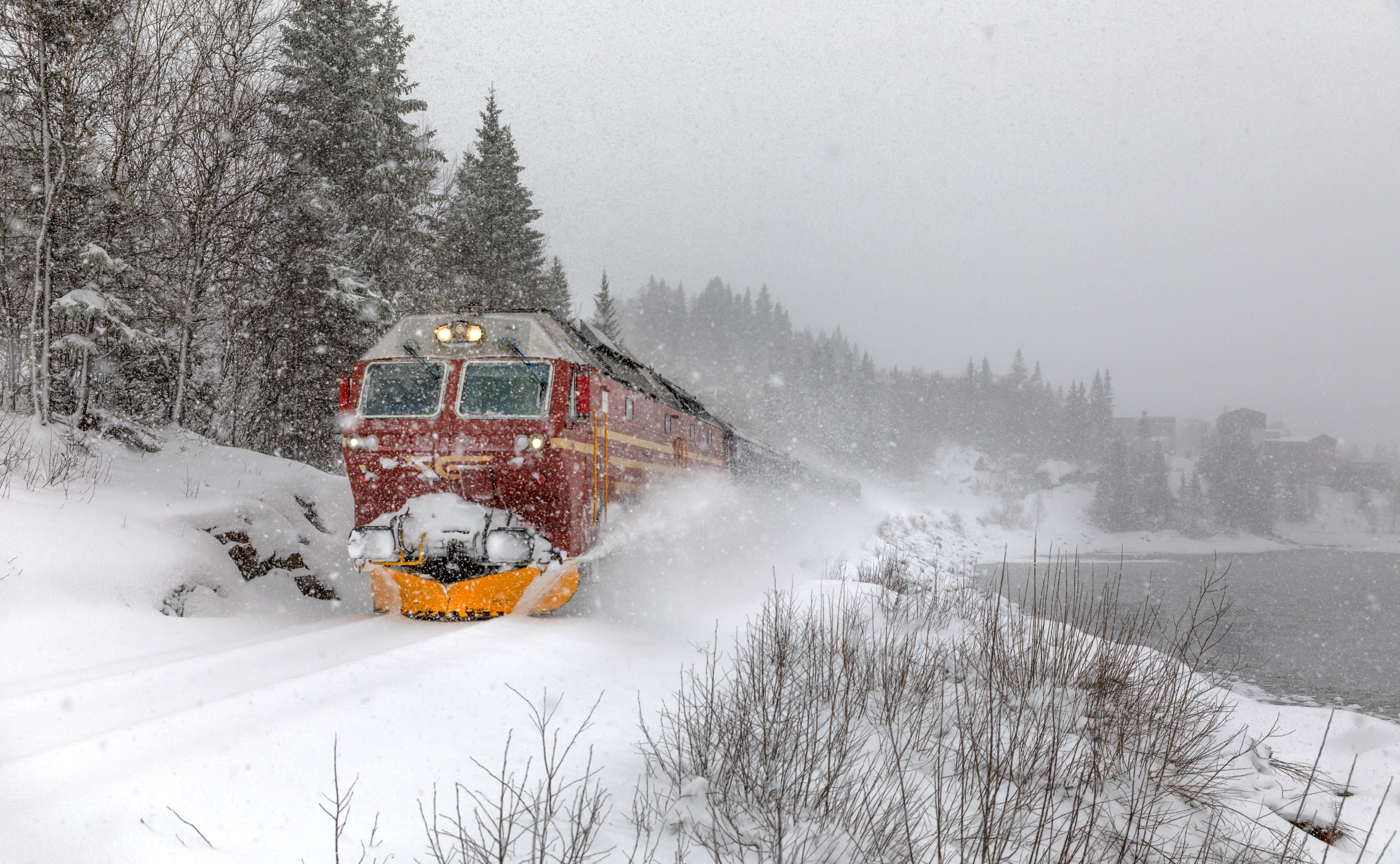
Un train de la compagnie SJ Norge (no) tracté par une locomotive Di 4 entre Finneidfjord et Mo i Rana pendant une tempete de neige. Mars 2022.
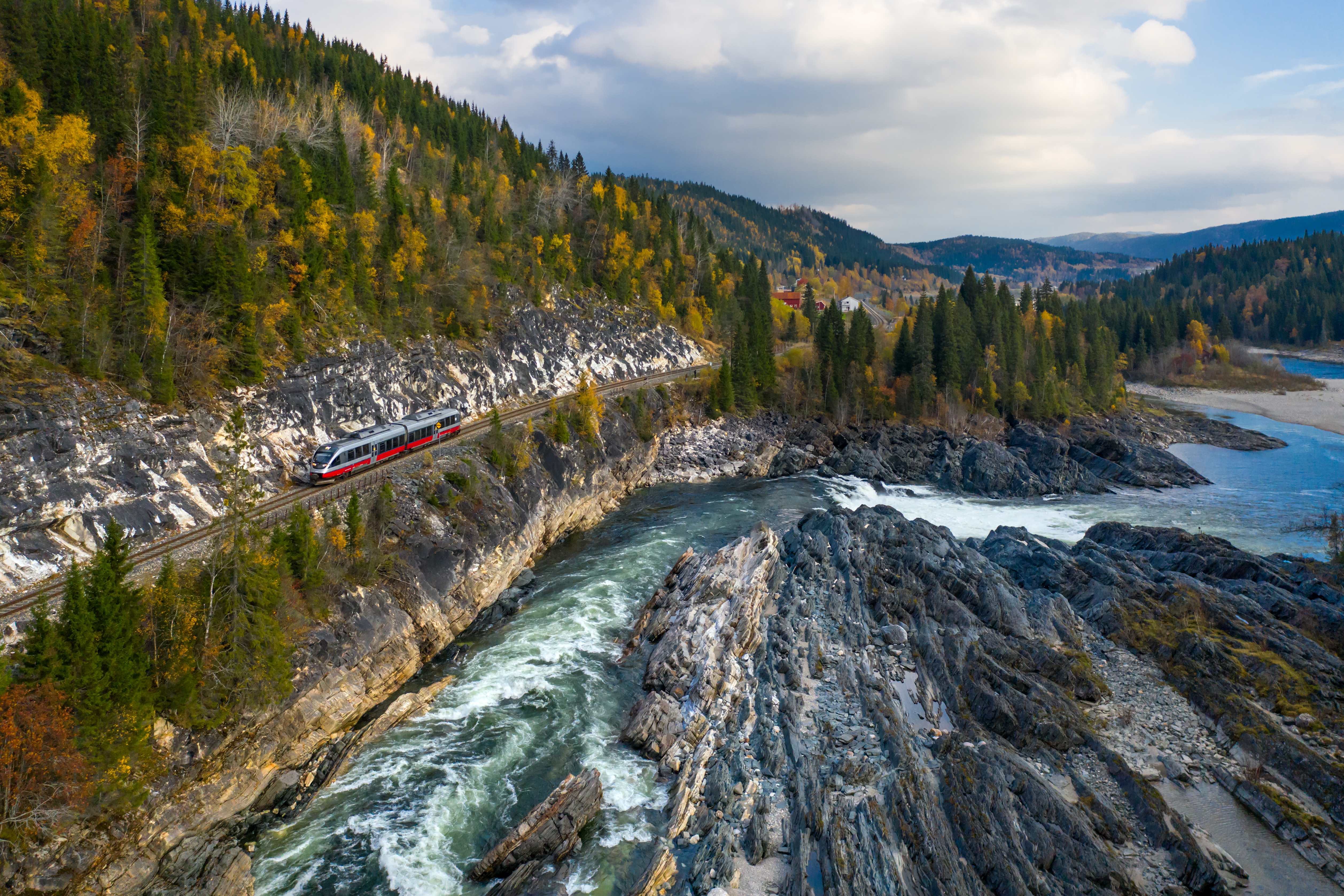
Un train BM93 SJ Norge sur la liaison Trondheim - Mo i Rana entre Mosjøen et Eiterstraum stoppested (no). Octobre 2020.
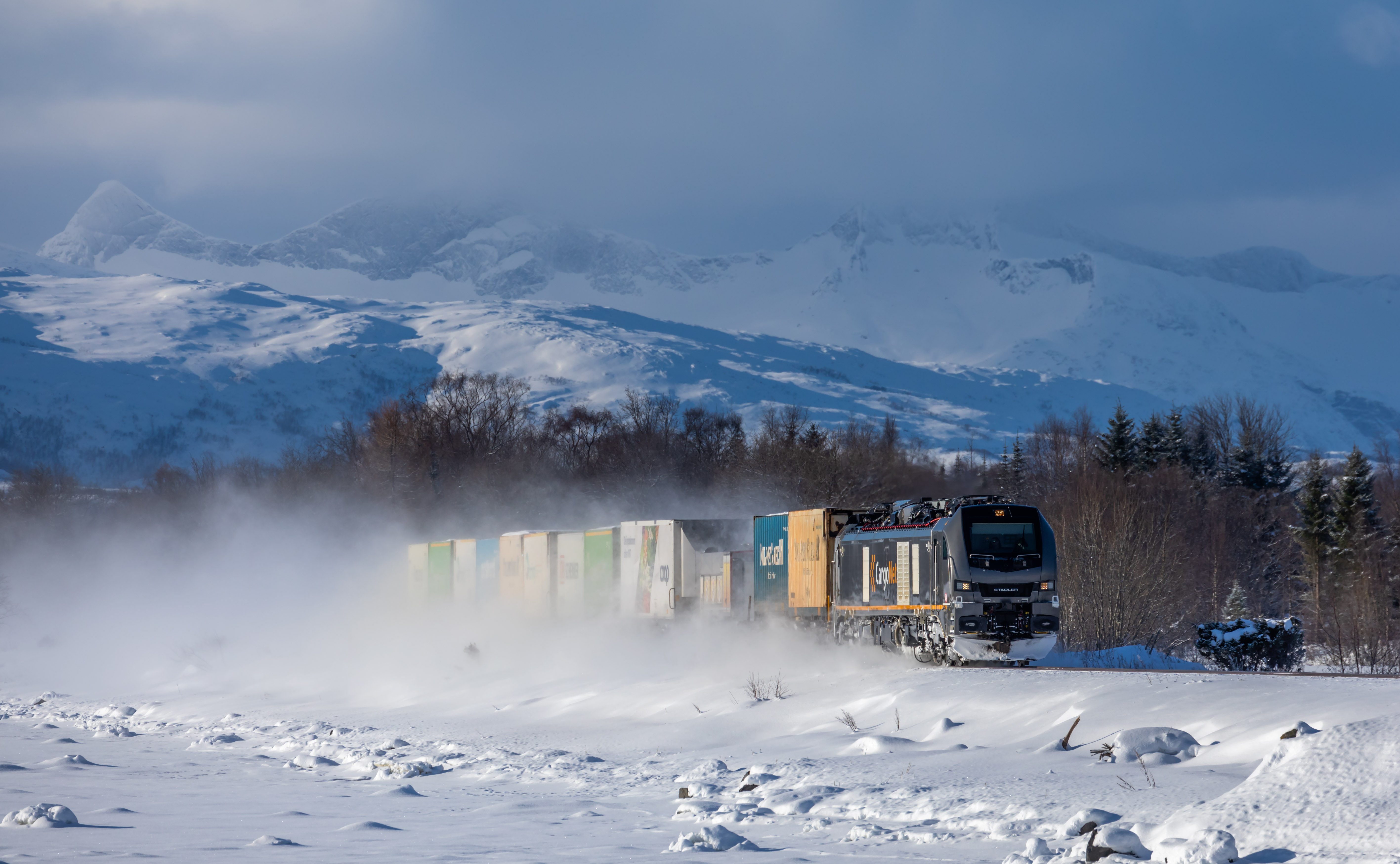
Un train de l'opérateur CargoNet tiré par une Stadler Euro Dual entre Oteråga stasjon (no) et la gare de Valnesfjord sur la ligne du Nordland. Mars 2023.

## Matériel roulant
Les locomotives faisant la liaison jusqu'à Trondheim sont des locomotives diesels Di 4. Les liaisons locales et régionales jusqu'à Fauske et Rognan sont assurées par des autorails de type BM93.